# Scotophaeus simlaensis
Scotophaeus simlaensis är en spindelart som beskrevs av Benoy Krishna Tikader 1982. Scotophaeus simlaensis ingår i släktet Scotophaeus och familjen plattbuksspindlar. Inga underarter finns listade i Catalogue of Life.